# Чесменская церковь
Це́рковь Рождества́ свято́го Иоа́нна Предте́чи (Чесме́нская) — православный храм в Санкт-Петербурге, памятник архитектуры в стиле неоготики. Здание церкви было построено в ознаменование победы русского флота над турецким в Чесменской бухте Эгейского моря в 1770 году. Вместе с Чесменским дворцом составлял некогда своеобразный ансамбль, обращённый к бывшему Царскосельскому тракту. Являлась капитульным храмом ордена Святого Георгия.
В настоящее время церковь является памятником архитектуры федерального значения. Вблизи церкви расположено Чесменское воинское кладбище.
Храм относится к Санкт-Петербургской епархии Русской православной церкви, является центром Московского благочиннического округа. Настоятель — протоиерей Алексий Сергеевич Крылов.

## История
Строительство храма и дворца недалеко от Путевого дворца было задумано и одобрено самой Екатериной II. По преданию, на месте храма императрица получила от курьера известие о победе в Чесменском бою.
Торжественная закладка храма состоялась 6 (17) июня 1777 года в присутствии Екатерины II, всего двора и шведского короля Густава III, чтобы напомнить ему о военном могуществе России. Храм строился по проекту архитектора Юрия Фельтена.
Возведение храма было завершено к десятой годовщине победы русского флота в Чесменском сражении. Торжественное освящение 24 июня (5 июля) 1780 года совершил митрополит Гавриил (Петров). На торжестве, вместе с Екатериной II под именем «графа Фалькенштейна» присутствовал император Священной Римской империи Иосиф II. В память о победе Екатерина II «повелела именовать церковь и дворец Чесменскими».
Вскоре после освящения храм был передан капитулу ордена Святого Георгия Победоносца. В связи с этим некоторое время Чесменскую церковь именовали «Георгиевской».
Екатерина II часто посещала храм, в котором для неё находилось царское место. Церковь была приписана к придворному ведомству. В 1802 году храм был передан в ведение Гоф-интендантской конторы.
В связи с тем, что Чесменская церковь была холодной и неотапливаемой, 11 (23) декабря 1811 года в Чесменском дворце был освящён зимний храм Рождества Христова.
С передачей дворца Николаевской военной богадельне храм был передан в военное ведомство.
Храм был закрыт 1 июня 1919 года, но прихожане и служители храма смогли возобновить службы в новом здании — даче К. К. Вебера на Московском шоссе, 29, — где церковь просуществовала до 17 июля 1924 года. В 1924 году с колокольни были сняты колокола и отправлены на переплавку. Вместо креста на куполе были установлены скульптурные изображения наковальни, клещей и молота.
После закрытия лагеря в 1924 году, с 1925 по 1930 год в Чесменской церкви находился архив Главнауки, а с 1930 года — столярные мастерские Автодорожного института.
В 1930 году в храме произошёл пожар, в котором погибли интерьеры церкви, в том числе иконостас. В 1941 году здание церкви было передано под склад Авиационно-приборостроительному институту.
Здание сильно пострадало в годы Великой Отечественной войны. В 1947 году была произведена консервация здания церкви, позднее было принято решение восстановить её как памятник архитектуры. В 1960-е годы в Чесменской церкви начались крупные реставрационные работы по проекту архитектора А. П. Куликова. Были отремонтированы купола, укреплена кирпичная кладка, восстановлены утраченные элементы; отреставрированы интерьеры. Колокола были отлиты на заводе «Монументскульптура». В декабре 1977 года здесь был открыт музей «Чесменская победа» — филиал Военно-морского музея.
4 января 1991 года была зарегистрирована община, а 7 ноября в церкви начались богослужения. 1 июля 1994 года здание церкви передано Санкт-Петербургской епархии в бессрочное пользование.
Работы по восстановлению церкви начались в 1996 году, а в ноябре 1998 года иконостас, возобновлённый по чертежам, обнаруженным в Российском государственном военно-историческом архиве, был освящён митрополитом Санкт-Петербургским и Ладожским Владимиром (Котляровым).
Ныне в здании церкви действует воскресная школа для детей и подростков.

## Архитектура, убранство

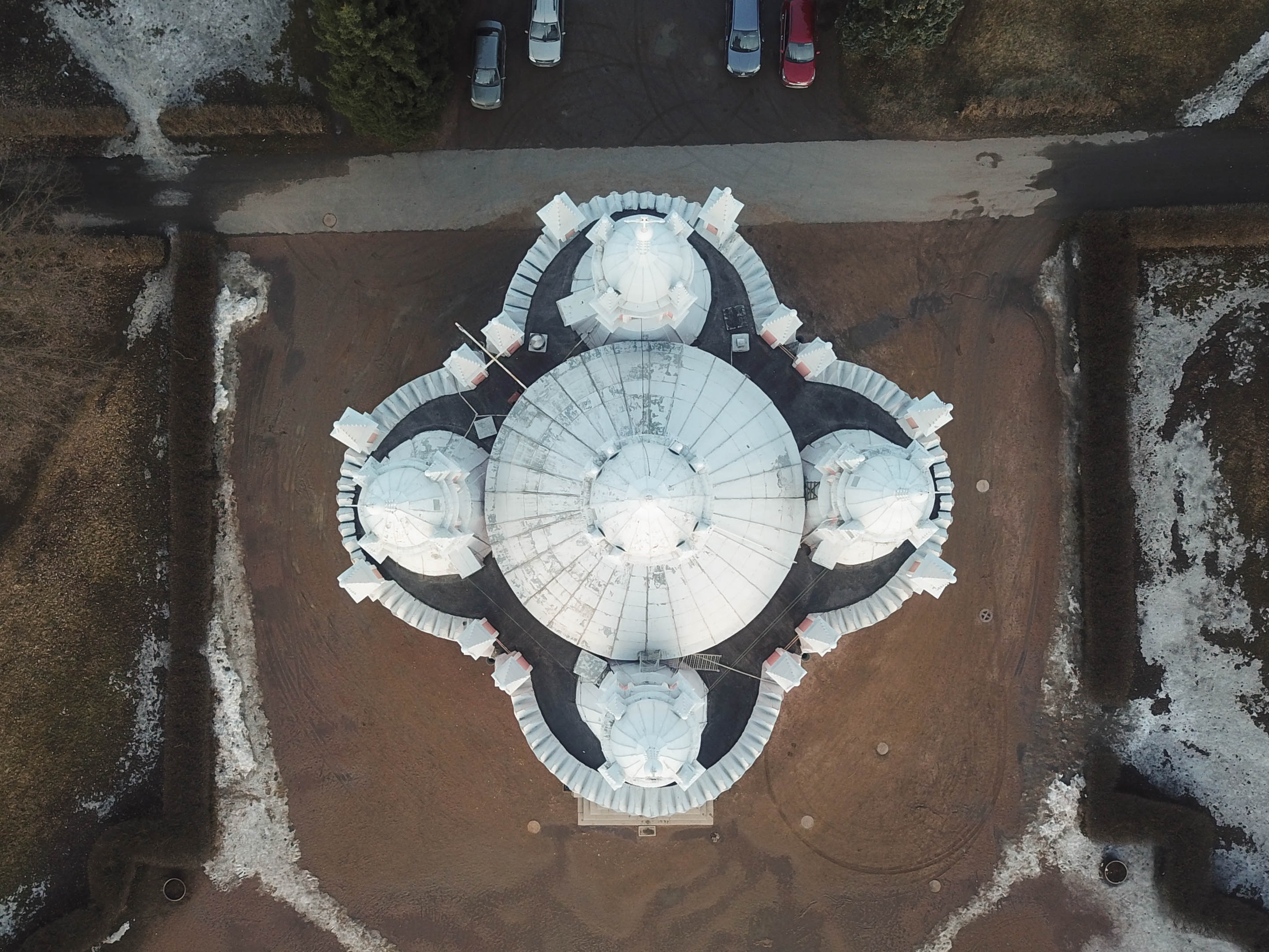
Вид на церковь в плане

Каменное здание церкви построено в неоготическом стиле.
Церковь имеет компактный «центрический» план, представляющий собой «четырёхлистник». Основа внутреннего пространства — квадрат, перекрытый куполом. К квадрату с четырёх сторон примыкают полукруглые помещения. Стрельчатые арки, опираются на 4 пилона и объединяют эти помещения с центральным в единое целое. На храме — узкие вертикальные тяги на красноватом фоне стен, высокие стрельчатые окна.
Фасад церкви украшен ажурным белокаменным орнаментом, барельефом на фронтоне, стрельчатыми арочками, зубчатым парапетом и остроконечными башенками (пинаклями).
Пять барабанов заканчиваются небольшими куполами с укрепленными на них миниатюрными шпилями. Каждый шпиль несёт яблоко с изящным ажурным крестом. В одном из барабанов был помещён большой колокол весом около 100 кг, остальные 7 малых колоколов укреплены в другой главе.
Скульптуры «Вера» и «Надежда», симметрично расположенные над входом, нарушают каноны изображения женщин в православии: обе представлены с распущенными волосами без головных уборов. Кроме того, в правой руке «Веры» находится типичный латинский крест, форма которого в России среди православных считалась несовершенной, ассоциировалась с католицизмом, и сам этот крест презрительно назывался «крыж» (от пол. krzyz — крест).
Внутреннее убранство церкви отличается строгостью и простотой. Иконостас — восстановленная копия иконостаса, созданного по рисунку Ю. М. Фельтена.
Наибольший интерес до закрытия храма представляли иконы старой итальянской работы:
- «Распятие Спасителя»;
- «Умовение ног апостолов Иисусом Христом»;
- «Святой царевич Дмитрий»;
- «Иоанн Креститель» с видом Чесменского сражения.

При входе в церковь установлена мраморная доска с надписью:

«Сей храм сооружен во имя святого пророка предтечи и крестителя Господня Иоанна в память победы над турецким флотом одержанной при Чесме 1770 года в день его рождества. Заложен в 15-е лето царствования Екатерины II в присутствии короля шведского Густава III под именем графа Гогландского и освящен 1780 года июня 24 дня в присутствии его величества римского императора Иосифа II под именем графа Фалькенштейна».

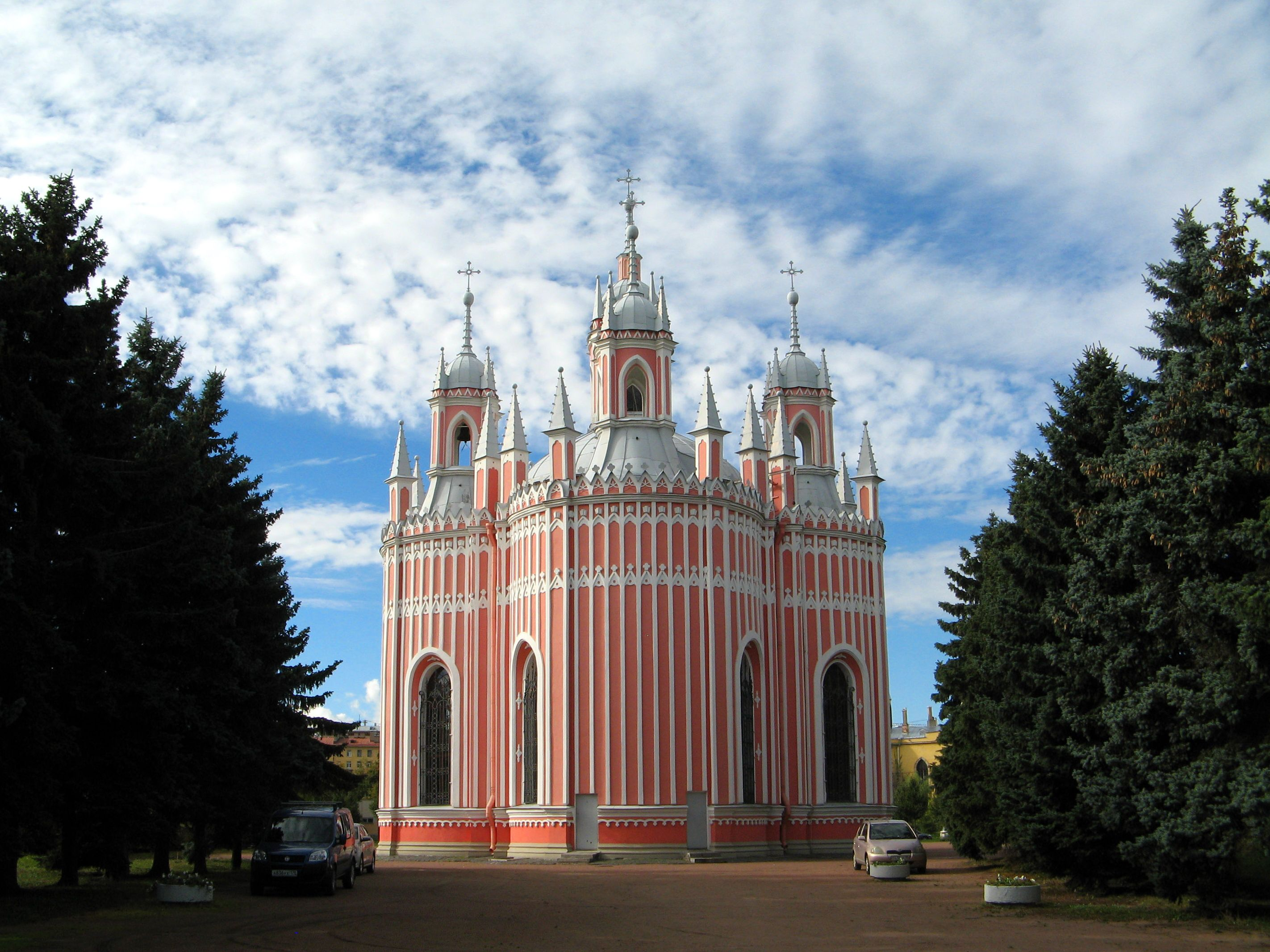
Восточный фасад
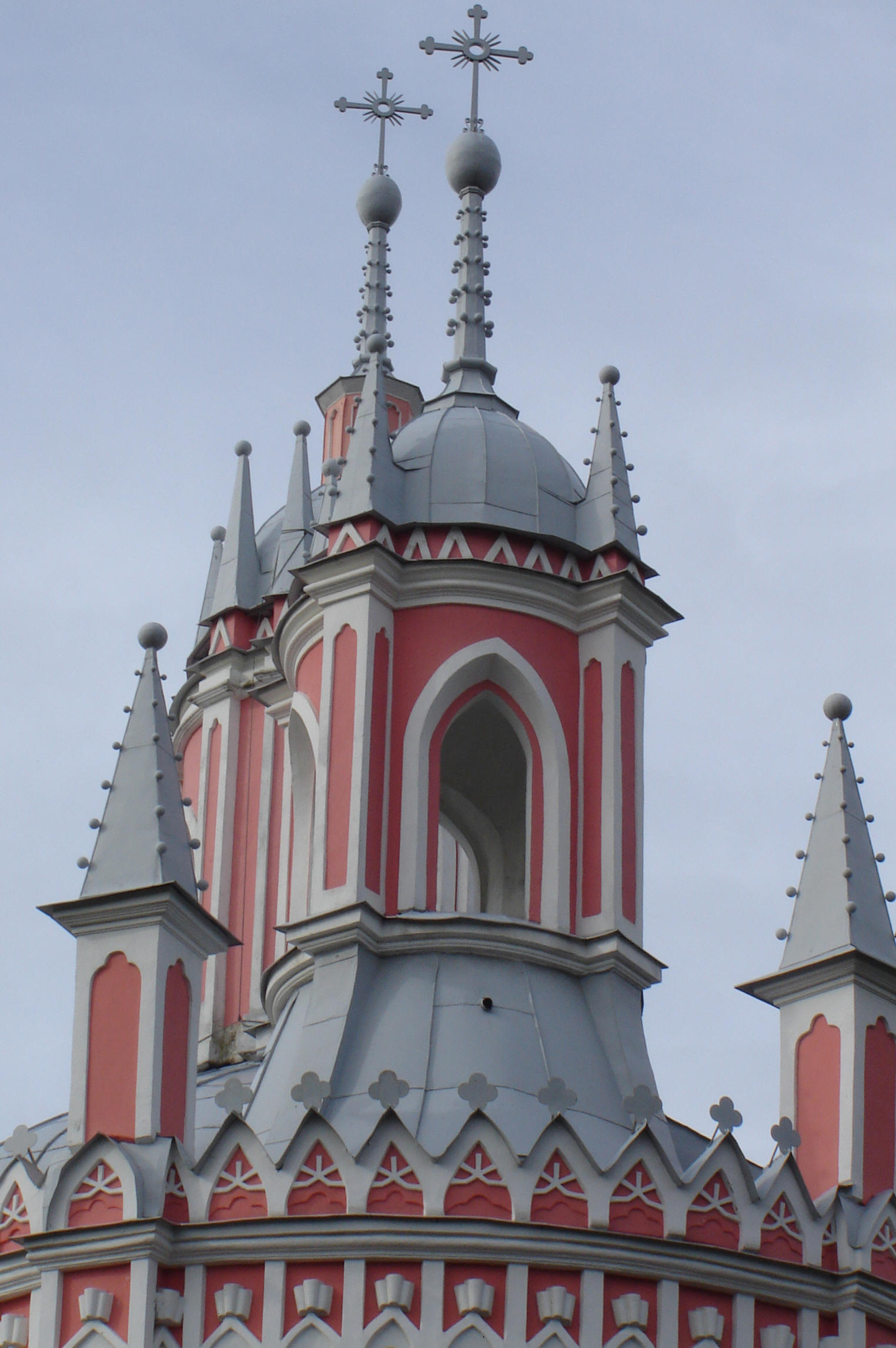
Восточная колокольня
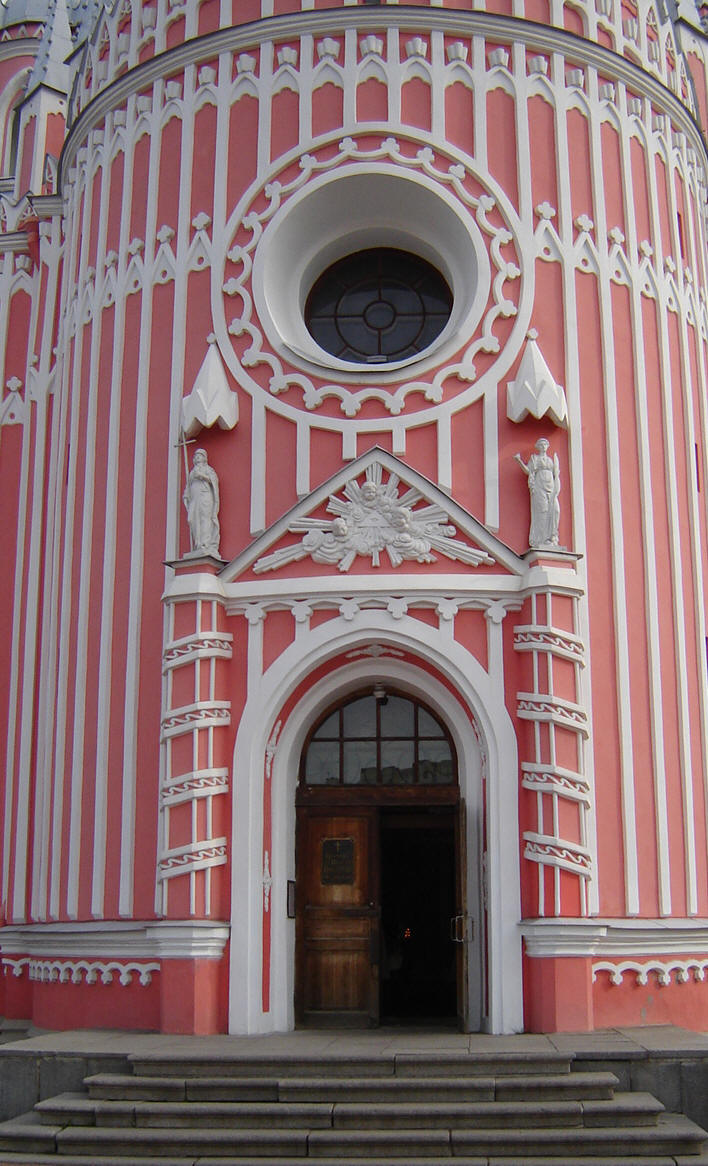
Главный вход

## Настоятели церкви
| Настоятели церкви           | Настоятели церкви                                    |
| Даты                        | Настоятель                                           |
| --------------------------- | ---------------------------------------------------- |
| 1780—1782                   | священник Василий Семёнов                            |
| 1782—1787                   | священник Емилиан Исаев                              |
| 1787—1790                   | священник Иоанн Федоров                              |
| 1790—1793                   | священник Алексий Алексеев                           |
| март 1793—1830              | священник Иоанн Яковлев                              |
| 1830 — 15 (27) мая 1889     | протоиерей Феодор Степанович Зосимовский (1803—1889) |
| 22 мая (3 июня) 1889 — 1905 | протоиерей Василий Петрович Верещагин (1834—1908)    |
| 1905—1908                   | священник Александр Беляев                           |
| 1908—1924                   | священник Иоанн Попов (1857—…)                       |
| 1924—1991                   | период закрытия прихода                              |
| 1991 — 2025                 | протоиерей Алексий Сергеевич Крылов (род. 1958)      |
| 2025 — настоящее время      | иерей Павел Петрович Ермошкин (род. 1981)            |

## Архитектурные копии храма
Чесменская церковь стала образом сохранившегося Преображенского храма (1790) в имении Полторацких в селе Красном Старицкого района Тверской области (особенность храма — применение местного белого камня) и утраченной Никольской церкви (1781—1788) в усадьбе Александра Ланского в селе Посадниково Новоржевского района Псковской области. Храм в имении Ланского был дополнен высокой колокольней. Сохранились фотографии и обмеры сооружений, выполненные архитектором С. Беляевым в 1901 году.